# Cornelia Hanisch
Cornelia Hanisch (Francoforte sul Meno, 12 giugno 1952) è un'ex schermitrice tedesca, vincitrice di una medaglia d'oro ed una d'argento nella scherma ai giochi olimpici. Vincitrice anche di una Coppa del Mondo di scherma.